# C 셸
C 셸(C shell, csh)은 빌 조이가 개발한 유닉스용 셸로, 본 셸보다 한층 강력하고 사용하기 쉬운 셸이다.
csh는 기본적으로 C언어를 전신으로 하여 만들어졌으며 강력한 프로그램 작성 기능을 가지고 있어 C 셸이라 불리게 되었다. 대표적인 기능으로 히스토리, 별명, 작업 제어가 있다. 히스토리는 많은 개발자들에게 유용한 기능으로 과거에 사용한 명령어를 반복하거나 수정하기 매우 편리하다. 별명의 경우 자주 쓰는 긴 명령어를 짧게 사용할 수 있도록 도와주었으며, 작업 제어 기능은 프로세서에 우선순위를 두는 것으로 효율적인 작업이 가능하도록 하였다. 그러나 초기에는 버그가 많아 사용하기에 무리가 있었다.

## 예
식 연산자와 문법을 다루는 예
| 본 셸 #!/bin/sh if [ $days -gt 365 ] then echo This is over a year. fi |  | C 셸 #!/bin/csh if ( $days > 365 ) then echo This is over a year. endif |

2의 10제곱
| 본 셸 #!/bin/sh i=2 j=1 while [ $j -le 10 ] do echo '2 **' $j = $i i=`expr $i '*' 2` j=`expr $j + 1` done |  | C 셸 #!/bin/csh set i = 2 set j = 1 while ( $j <= 10 ) echo '2 **' $j = $i @ i *= 2 @ j++ end |

switch 문의 예
| 본 셸 #!/bin/sh for i in d* do case $i in d?) echo $i is short ;; *) echo $i is long ;; esac done |  | C 셸 #!/bin/csh foreach i ( d* ) switch ( $i ) case d?: echo $i is short breaksw default: echo $i is long endsw end |

## 같이 보기
- tcsh
- 셸
- 유닉스 셸
- 본 셸